# Peter Cellier
Peter François Cellier (ur. 12 lipca 1928 w Londynie) – brytyjski aktor filmowy, telewizyjny i teatralny.
Aktor znany m.in. z roli Sir Franka Gordona, sekretarza skarbu w serialach komediowych z lat 80.: Tak, panie ministrze  i Tak, panie premierze. Zagrał drugoplanowe role w 3 filmach Jamesa Ivory'ego: Pokój z widokiem (1986), Powrót do Howards End (1992) oraz Okruchy dnia (1993). Pojawił się także w kilku odcinkach serialu Co ludzie powiedzą?, w roli majora adorującego Hiacyntę.
Jest synem aktorskiej pary: Franka Celliera (1884-1948; zagrał szeryfa Watsona w filmie Alfreda Hitchcocka pt. 39 kroków z 1935) i Phyllis Shannaw (1901-1988). Swoją aktorską karierę zaczynał w 1953 w teatrze w Leatherhead. W późniejszym okresie występował w londyńskim The Old Vic, w Royal Shakespeare Theatre w Stratford-upon-Avon oraz Chichester Festival Theatre w Chichester. Był jednym z założycieli Royal National Theatre w Londynie.

## Wybrana filmografia
Filmy:
- Zatopić pancernik Bismarck! (1960) jako porucznik
- Morgan: przypadek do leczenia (1966) jako radny
- Młody Winston (1972) jako kapitan
- Luther (1974) jako przeor
- Piętaszek (1975) jako Carey
- Barry Lyndon (1975) jako Sir Richard Brevis
- Jabberwocky (1977) jako kupiec
- Książę i żebrak (1977) jako złośliwy człowiek
- Ciałopalenie 2000 (1977) jako Sheckley
- Człowiek - puma (1980) jako kustosz muzeum
- Rydwany ognia (1981) jako kelner w Savoyu
- A statek płynie (1983) jako Sir Reginald Dongby
- Pokój z widokiem (1986) jako Sir Harry Otway
- Jak w zegarku (1986) jako dyrektor
- Pełny zakres usług (1987) jako pan Marples
- Pod wiatr (1991) jako przewodniczący składu sędziowskiego
- Powrót do Howards End (1992) jako porucznik Fussell
- Okruchy dnia (1993) jako Sir Leonard Bax
- Pani Dalloway (1997) jako lord Lezham
- Księżniczka złodziei (2001) jako arcybiskup
- Lawendowe wzgórze (2004) jako prezenter BBC

Seriale TV:
- Sześć żon Henryka VIII (1970) jako Sir Christopher Hales (w odc. 2. pt. Anne Boleyn)
- Randall i duch Hopkirka (1969-70) jako Long (gościnnie w odc. 21. pt. The Ghost Talks (Duch mówi))
- Doktor Who (1963-89) jako Andrews (gościnnie, 1982)
- Bergerac (1981-91) jako Perkins (gościnnie, 1991)
- Ostatnie dni Pompei (1984) jako Calenus
- Tak, panie ministrze (1980-84) jako Sir Frank Gordon (gościnnie, 1981)
- Tak, panie premierze (1986-88) jako Sir Frank Gordon
- Co ludzie powiedzą? (1990-95) jako major (gościnnie w 3 odcinkach)
- Morderstwa w Midsomer (od 1997) jako Peregrine Slade (gościnnie, 2003)
- Doktorzy (od 2000) jako David Padkin/Stanley Hill (gościnnie; 2005 i 2010)
- Na sygnale (od 1986) jako Roy Difford (gościnnie, 2007)
- Szkarłatny płatek i biały (2011) jako lord Watson